# NGC 1375
NGC 1375 este o galaxie lenticulară situată în constelația Cuptorul. A fost descoperită în 1837 de către John Herschel. Se află la o distanță de 19,77 megaparseci de Pământ.